# Rolls-Royce Trent 900

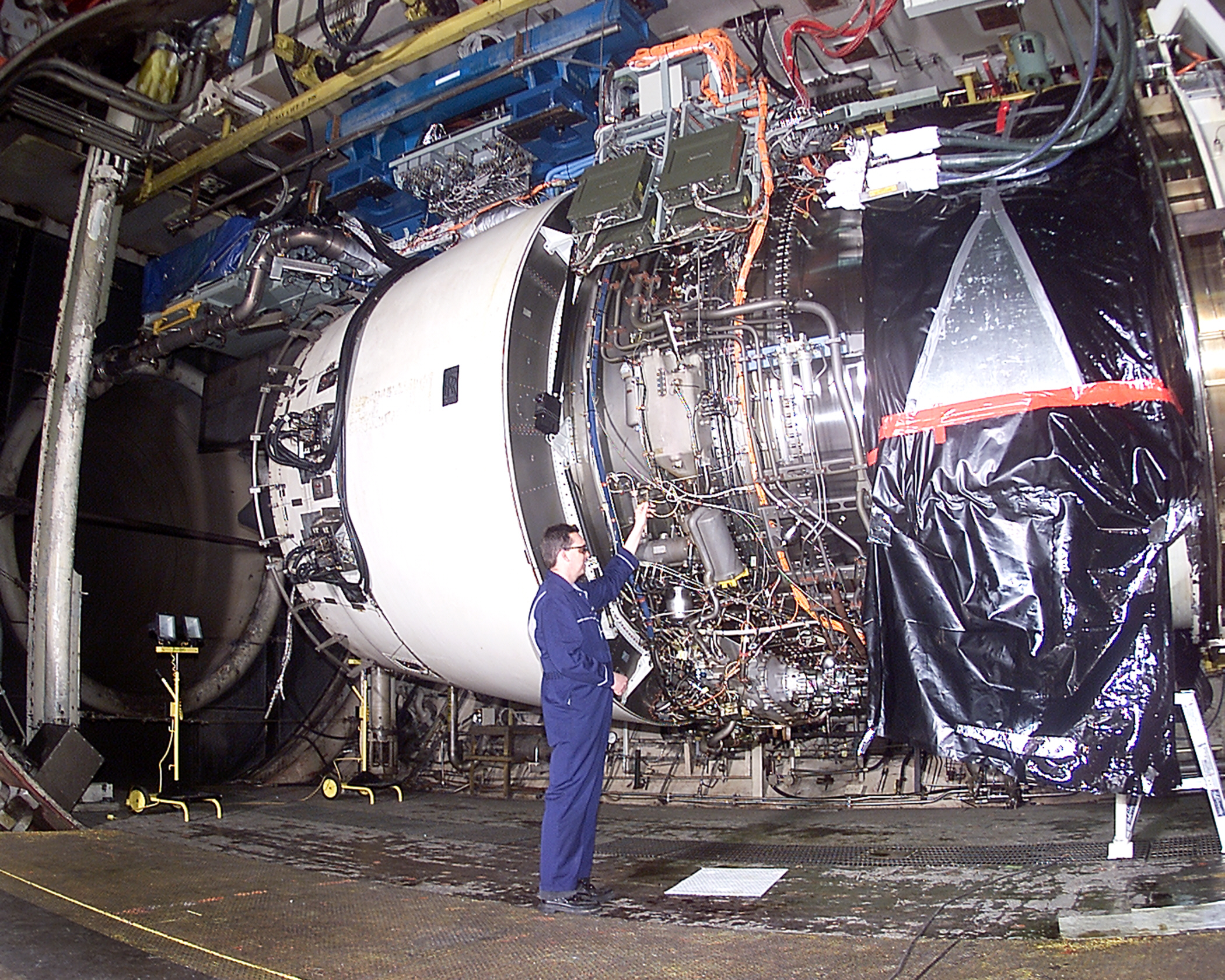
Rolls-Royce Trent 900 au banc d'essai

Le turboréacteur double flux, triple corps Trent 900 produit par Rolls-Royce a été conçu pour l'Airbus A380. Son assemblage est réalisé sur le site de Rolls-Royce Plc. à Derby (Royaume-Uni) en parallèle des autres réacteurs de la gamme Trent. Il a été le premier réacteur à être disponible sur l'Airbus A380.

## Description technique

### Résumé de la description technique
Il fournit de 311 à 338 kN, augmentée à 374 kN grâce à un compresseur de 2,94 m, avec une soufflante de 2,95 m de diamètre.
De technologie commune à tous les turboréacteurs de la gamme Trent, le modèle 900 dispose de trois arbres en rotation, permettant des régimes de rotation mieux adaptés pour chaque zone de pression du compresseur et des étages de turbines.

### Composition
| Compresseur                         | Chambre de combustion | Turbine                         |
| Soufflante                          | Chambre de combustion | 5 étages turbine basse pression |
| 8 étages Compresseur intermédiaire  | Chambre de combustion | 1 étage turbine intermédiaire   |
| 6 étages Compresseur haute pression | Chambre de combustion | 1 étage turbine haute pression  |

## Variantes
- Trent 970B- 84 : 373.84 kN de poussée. Il équipe les A380-841 de Singapore Airlines, Lufthansa, British Airways, Thai Airways, Asiana Airlines, China Southern Airlines et Malaysia Airlines.
- Trent 972B- 84 : 372.81 kN de poussée. Il équipe les A380-842 de Qantas, et les 33 derniers des 123 A380 qu'a commandé Emirates.
- Trent 977B- 84 : 372.92 kN de poussée. Il devait être le moteur de l'A380-843F, une version cargo abandonnée.
- Trent  980- 84 :  374.09 kN de poussée. Il devait être le moteur de l'A380-941, une version plus longue de l'A380 abandonnée.

## Moteurs concurrents
- GP7200 d'Engine Alliance

## Incidents
Le 4 novembre 2010, l'Airbus A380 du vol 32 de la compagnie Qantas a été contraint d'effectuer un atterrissage d'urgence à l'aéroport de Singapour-Changi à la suite d'une avarie sérieuse sur la partie arrière d'un réacteur de ce type, qui a perdu son capotage quelques minutes après le décollage du même aéroport, sans causer de blessés à l'intérieur de l'avion. La cause de cet incident semblerait provenir d'une fuite d'huile interne ayant secondairement entraîné une rupture de disque turbine,,.
Tout juste un an plus tard, le 4 novembre 2011, un autre A380 de Qantas effectuant un vol entre Singapour et Londres a dû se poser à Dubaï après un incident de moteur, d'après la compagnie.